# Eremodipus lichtensteini
Eremodipus lichtensteini är en gnagare som först beskrevs av Boris Stepanovich Vinogradov 1927. Eremodipus lichtensteini är ensam i släktet Eremodipus som ingår i familjen hoppmöss. Internationella naturvårdsunionen (IUCN) kategoriserar arten globalt som livskraftig. Inga underarter finns listade.

## Beskrivning
Denna gnagare förekommer i Kazakstan, Uzbekistan och Turkmenistan. Arten vistas i sandiga ökenliknande regioner med några glest fördelade buskar eller annan vegetation.
Djuret når en kroppslängd (huvud och bål) av 10 till 11 cm och en svanslängd av 13 till 16 cm. Bakfötterna är med 5 till 5,5 cm längd rätt stora. Pälsen har på ovansidan främst sandfärgad päls med några ställen som är mörk kanelfärgade eller svartbrun. Buken och fötterna är vita. Vid svansens slut finns en tofs. Eremodipus lichtensteini liknar arter i släktet ökenspringråttor men skiljer sig i detaljer av skelettets, skallens och tändernas konstruktion.
Levnadssättet är föga känt. Individerna bygger underjordiska bon, ofta i skyddet av buskar. Tunnelsystemet kan ligga 80 cm under markytan och har flera ingångar. Födan utgörs av frön och andra växtdelar. I vissa regioner håller de upp till sex månader vinterdvala. Parningen sker under våren och per kull föds tre till åtta ungar.